# Tölgyaknázó virágmoly

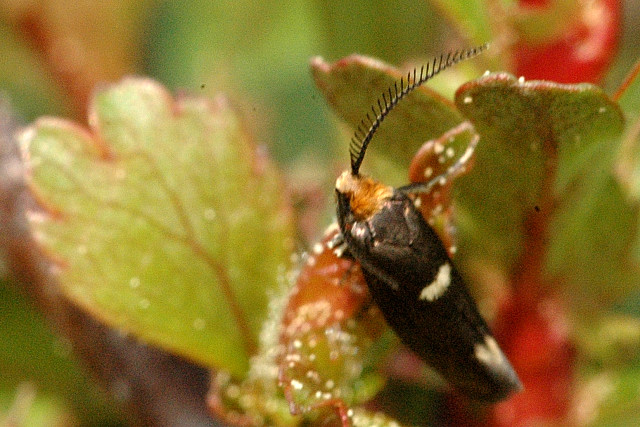
Tölgyaknázó virágmoly hímje tölgylevélen

A tölgyaknázó virágmoly (Incurvaria masculella) a valódi lepkék (Glossata) alrendjébe tartozó hosszúcsápú molyfélék (Incurvariidae) családjának egyik, hazánkban mindenfelé előforduló faja.

## Elterjedése, élőhelye
Közép- és Dél-Európában, valamint Kisázsiában általánosan elterjedt.

## Megjelenése
A lepke kávébarna színű, világos foltokkal. Szárnyának fesztávolsága 14–16 mm.

## Életmódja
Évente egy nemzedéke nő fel, és május–júniusban rajzik. A lepke nappal röpköd, és többnyire az ágrügyeken és leveleken pihen mem. Mint neve is mutatja, tápnövényei a különféle tölgyfajok (Quercus).

## Külső hivatkozások
- Mészáros Zoltán – Szabóky Csaba: A magyarországi molylepkék gyakorlati albuma. Budapest: Agroinform. 2005.  arch Hozzáférés: 2018. április 6. (PDF)